# HMS Duncan (D37)
Pour les autres navires du même nom, voir HMS Duncan.
Pour les articles homonymes, voir D37.
Le HMS Duncan (D37) est un destroyer de défense aérienne britannique de classe Type 45. Lancé le 11 octobre 2010, il est le sixième et dernier navire de cette classe. Il fut nommé en hommage à l'amiral Adam Duncan qui remporta une victoire sur la flotte hollandaise lors de la bataille de Camperdown en 1797.

## Historique

### Construction

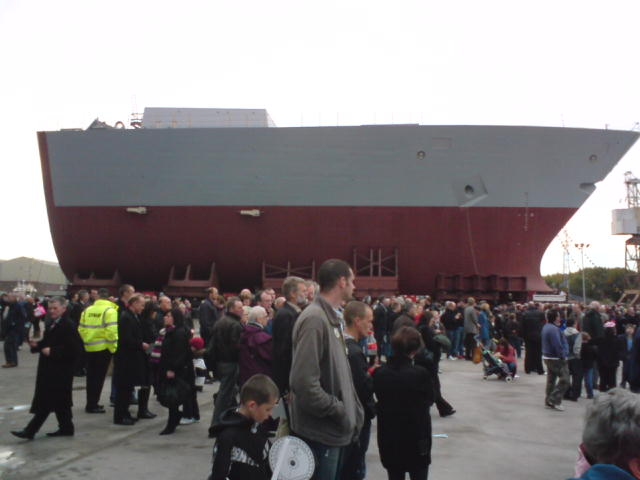
La proue du Duncan en octobre 2009.

La construction du Duncan s'est déroulée parallèlement dans trois chantiers navals appartenant à BAE Systems Surface Ships, à savoir ceux de Govan et Scotstoun, tous deux situés à Glasgow en Écosse, ainsi que celui de Portsmouth, en Angleterre.

### Lancement

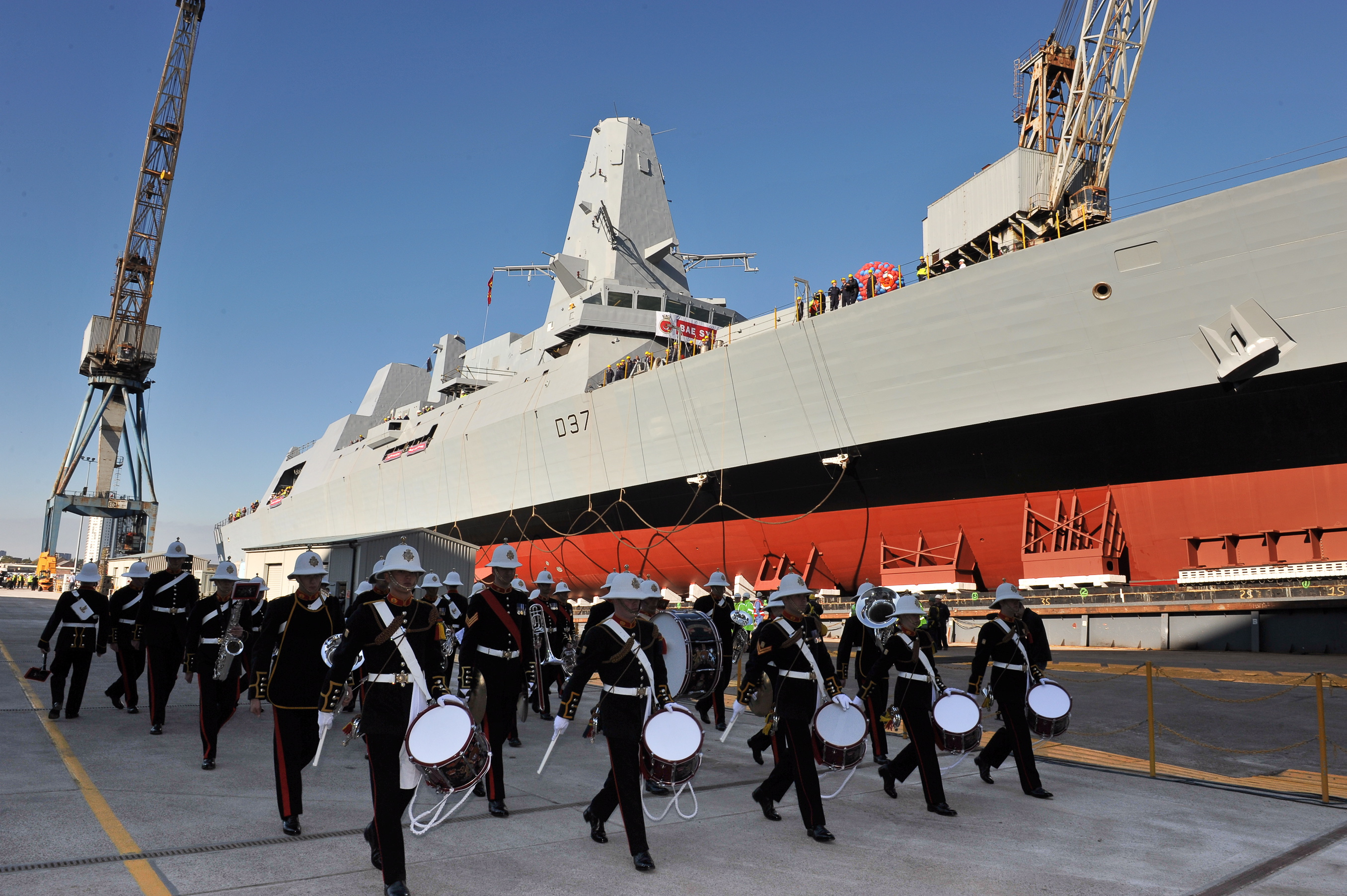
Cérémonie au chantier naval de Govan avant le lancement du Duncan.

Le 11 octobre 2010, le Duncan fut lancé dans la Clyde depuis la cale du chantier naval de Govan. Il fut à ce titre le dernier bateau lancé de cette manière dans le fleuve. Une cérémonie eut lieu devant environ 14 000 spectateurs, tandis que des milliers d'autres y assistaient sur l'autre rive du fleuve. Faisaient partie des invités la marraine du navire, Marie Ibbotson, femme de l'amiral Richard Ibbotson, ainsi que le First Sea Lord George Zambellas.
Le 29 juillet 2019, la Royal Navy indique que le destroyer HMS Duncan arrive en renfort de la frégate HMS Montrose pour escorter les navires battant pavillon britannique dans le détroit d'Ormuz.

### Équipement
Le Duncan a été équipé au chantier naval de Scotstoun, situé non loin de celui de Govan.

## Caractéristiques
Comme les cinq autres navires de classe Type 45, le Duncan mesure 152,4 m de long et a un maître-bau de 21,2 m.

### Armement

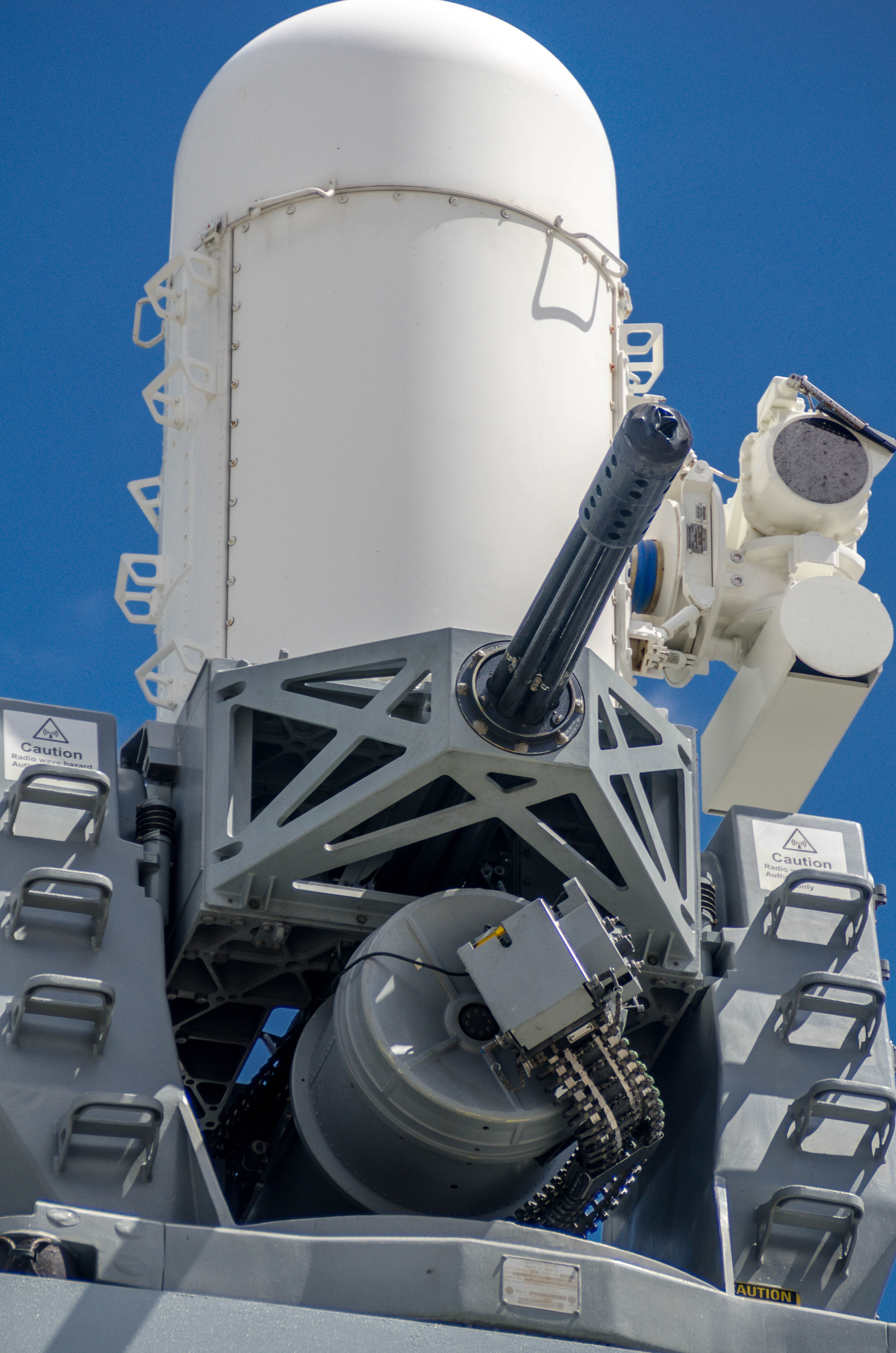
Une des Phalanx du, également de classe Type 45.

L'armement principal du navire est basé sur un système de missiles guidés grâce aux nombreux radars qu'il embarque à son bord.
Il est équipé d'un lance-missiles SYLVER A50 à 48 cellules pouvant recevoir différentes configurations:
- Jusqu'à 48 Aster 15 (portée de 1,7 à 30 km)
- Jusqu'à 48 Aster 30 (portée de 3 à 120 km)

En plus de ces missiles, le Duncan dispose de plusieurs canons et mitrailleuses afin d'assurer sa défense.
- 1 canon BAE Systems 4.5" Mark 8 Mod 1
- 2 canons Oerlikon de 30 mm jumelés
- 2 Phalanx CIWS de 20 mm
- 2 Miniguns M134 de 7,62 mm
- Jusqu'à 6 mitrailleuses FN MAG de 7,62 mm

## Liste des commandants
- De décembre 2012 à août 2014 : Commander James Stride[4]
- De août 2014 à février 2016 : Commander Rich Atkinson[5]
- De février 2016 à décembre 2016 : Commander Charles Guy
- De décembre 2016 à août 2018 : Commander Eleanor Stack
- Depuis août 2018 à novembre 2019 : Commander Tom Trent[6]